# Индуистский терроризм

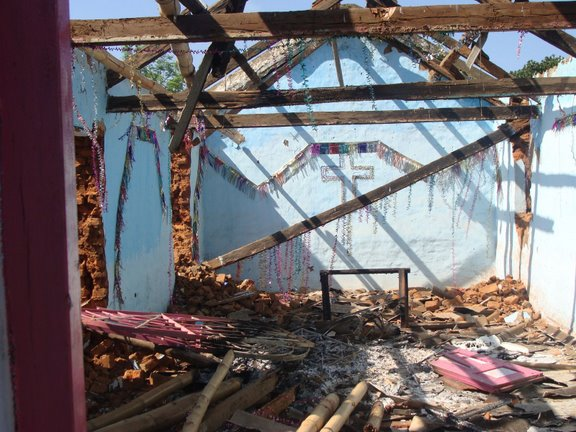
Остатки церковного имущества, сожжённого индуисткими (хиндутва) экстремистами во время беспорядков в Кандхамале в штате Орисс в августе 2008 года.

Индуистский терроризм, также терроризм хиндутвы или, метонимически, шафрановый терроризм — террористические акты, совершаемые индуистами на основе религиозных мотивов, связан с индуистским национализмом хиндутва.
Это явление стало темой спорного политического дискурса после нападений индуистских террористов 2007—2008 годов на мусульман в Индии, где обвиняемые были членами или предполагаемыми членами индуистских националистических организаций, таких как Раштрия Сваямсевак Сангх и Абхинав Бхарат.

## Терминология

### «Индуистский терроризм»
По словам Никиты Саксены, пишущего для The Caravan, термин «индуистский терроризм» получил распространение после взрывов в поезде Самджаута-Экспресс в 2007 году и взрывов в Малегаоне в 2008 году. Яркое упоминание об «индуистском терроризме» было сделано членом Индийского национального конгресса Дигвиджаем Сингхом в ходе кампании 2007 года.
Хотя преступники постоянно оправдывают свои действия своей индуистской верой, некоторые авторы предпочитают использовать термин «Хиндутва терроризм». Писатель и активист Субхаш Гхатаде утверждает, что «большинство критиков» избегают называть этот термин «индуистским терроризмом» и вместо этого говорят о «хиндутва терроризме». Политолог Джотирмая Шарма полагает, что «индуистского терроризма не существует», поскольку по его мнению преступники не представляют индуистскую веру.
Позиция националистической партии Бхаратия джаната парти (БДП) и Раштрия сваямсевак сангх заключается в том, что индуистского терроризма не существует, поскольку «терроризм и индуисты — это оксюморон и никогда не могут быть связаны друг с другом». В книге 2018 года «Индуистский террор: инсайдерский отчет Министерства внутренних дел» Рамасвами Венката Субрамани, бывший сотрудник Министерства внутренних дел, утверждал, что правительство Объединенного прогрессивного альянса (УПА) заставило должностных лиц Министерства внутренних дел сфабриковать историю о наличии «индуистского террора».
Однако в 2019 году позиция БДП была поставлена под сомнение из-за разоблачения того, что Межведомственный центр создал постоянную фокус-группу с узко ограниченными полномочиями по расследованию финансирования терроризма только «исламского и сикхского терроризма», несмотря на существование многочисленных исторических дел о терроризме, в которых были арестованы и преданы суду лица, связанные с индуистскими националистическими террористическими группами, такими как Прагья Такур и Асимананд.

### «Шафрановый террор»
Термин «шафрановый террор» был придуман в 2002 году индийским журналистом Правином Свами после беспорядков в Гуджарате в 2002 году. Этот термин приобрел популярность после индуистских нападений 2007—2008 годов, направленных против мусульман, спровоцированных людьми, связанными с индуистскими националистическими организациями, такими как Раштрия Сваямсевак Сангх и Абхинав Бхарат. Термин происходит от символического использования цвета шафрана многими индуистскими националистическими организациями.
Бывший министр внутренних дел Индии и член Конгресса П. Чидамбарам призвал индийцев остерегаться «шафранового террора» (индуистского терроризма) во время встречи начальников полиции штатов в Нью-Дели в августе 2010 года. Его замечание вызвало негативную реакцию политиков и индуистских религиозных деятелей.

## Теракты 2007—2008 гг

### Взрывы в экспрессе Самджхаута в 2007 году
Около полуночи 18 февраля 2007 года в двух вагонах экспресса Самджхаута прогремели 2 взрыва. В результате возникшего пожара погибло 68 человек, десятки получили ранения. Он был связан с Абхинав Бхарат, индуистской фундаменталистской группой. В ноябре 2008 года сообщалось, что антитеррористический отряд Махараштры подозревает, что атаки связаны с Прасадом Шрикантом Пурохитом, офицером индийской армии и членом Абхинав Бхарат. Сам Пурохит утверждал, что он «проник» в Абхинав Бхарат. В ходе расследования дела армейским судом 59 свидетелей, а также офицеры дали показания о том, что Пурохиту было поручено собирать разведывательную информацию путем внедрения в экстремистские организации. 8 января 2011 года Свами Асимананд, прачарак из Раштрия Сваямсевак Сангх (РСС), признался, что он был причастен к взрыву поезда Samjhauta Express. Потом он начал утверждать, что признание сделал под принуждением.
20 марта 2019 года Специальный суд NIA оправдал всех четверых обвиняемых. Специальный суд NIA пришел к выводу, что следственному органу не удалось доказать обвинение в заговоре, — сказал адвокат NIA РК Ханда.

### Индуистский теракт на Аджмер Даргах в 2007 году
Взрыв в Даргахе Аджмера произошел 11 октября 2007 года за пределами Даргаха (святилища) суфийского святого Мойнуддина Чишти в Аджмере, Раджастхан, предположительно, организацией Хиндутва движения Раштрия Сваямсевак Сангх (РСС) и её группами. 22 октября 2010 года в связи со взрывом были арестованы 5 обвиняемых, 4 из которых, как утверждается, являются членами РСС. Свами Асимананд в своем признании обвинил тогдашнего Генерального секретаря Мохана Бхагвата в отдаче приказа о проведении террористического удара. Бхавеш Патель, ещё один обвиняемый во взрывах, подтвердил эти заявления, но позже заявил, что министр внутренних дел Сушилкумар Шинде и некоторые другие лидеры Конгресса заставили его дать показания против лидеров РСС.
8 марта 2017 года специальный суд Национального следственного агентства в Джайпуре признал виновными 3 обвиняемых: Бхавеша Пателя, Девендру Гупту и Сунила Джоши (убитого в 2007 году). И Пателю, и Гупте были назначены пожизненные сроки заключения и штраф в размере 5000 и 10 000 рупий соответственно. Свами Асимананд и 6 других обвиняемых были оправданы, что дало им «презумпцию невиновности».

### Взрывы в Западной Индии в 2008 году
29 сентября 2008 года в штатах Гуджарат и Махараштра взорвались 3 бомбы, в результате чего погибли 8 человек и 80 получили ранения. В ходе расследования в Махараштре было установлено, что ответственность за взрывы несет индуистская экстремистская группировка Абхинав Бхарат  Трое из арестованных были опознаны как Садхви Прагья Сингх Такур, Шив Нараян Гопал Сингх Калсангхра и Шьям Бхаварлал Саху. Все трое предстали перед Главным мировым судом в Нашике, который заключил их под стражу до 3 ноября. 28 октября партия «Шив Сена» выступила в поддержку обвиняемых индуистских террористов, заявив, что аресты носят исключительно политический характер. Подтверждая это, лидер партии Уддхав Теккерей указал на потенциальный конфликт интересов в политическом соперничестве, поскольку Националистическая партия конгресса (NCP) контролировала соответствующее министерство. Национальное агентство расследований (NIA) не нашло никаких доказательств против Садхви Прагьи Сингх Такур и рекомендовало суду снять все обвинения против неё. После этого 22 апреля 2017 года Высокий суд Бомбея освободил Прагью Такур под залог. Офицер армии Прасад Шрикант Пурохит также был обвинен в причастности к взрыву.
Для описания этого события в основных индийских СМИ использовались термины «индуистский террор» и «шафрановый террор». Анализируя ситуацию с безопасностью в этот период, Б. Раман сослался на акты предполагаемого репрессивного терроризма со стороны индусов, критикуя «политизацию и коммунализацию следственного процесса» как ведущие к «параличу следственного аппарата».
После атак Раджнат Сингх, тогдашний президент Бхаратия Джаната Парти (БДП), говорил о «политическом заговоре», который, по его мнению, направлен на «очернение индуистских святых и офицеров армии во имя индуистского терроризма».

## Другие индуистские атаки против мусульман
Члены Абхинав Бхарат предположительно были вовлечены в заговор с целью убийства президента Раштрия Сваямсевак Сангх Мохана Бхагвата. Газета Headlines Today опубликовала видео, проверенное Центральной лабораторией судебной экспертизы, которое указывает на раскрытие предполагаемого заговора с целью убийства вице-президента Индии Хамида Ансари. В своём издании за январь 2011 года Tehelka также опубликовала предполагаемые расшифровки аудиозаписей главных заговорщиков Abhinav Bharat, которые указывают на причастность офицеров военной разведки к группе Abhinav Bharat.
Министр внутренних дел Индии Р. К. Сингх заявил, что по меньшей мере 10 человек, тесно связанных с Раштрия Сваямсевак Сангх (РСС) и её дочерними организациями, были названы обвиняемыми в различных актах террора по всей Индии.
Согласно опубликованным WikiLeaks документам, генеральный секретарь ИНК Рахул Ганди заметил послу США Тиму Ремеру на обеде, устроенном премьер-министром Индии в его резиденции в июле 2009 года, что РСС представляет собой «большую угрозу» для Индии, чем «Лашкар-и-Тайба». На ежегодной конференции генеральных директоров полиции, состоявшейся в Нью-Дели 16 сентября 2011 года, специальный директор Бюро разведки (IB) сообщил начальникам полиции штата, что активисты «Хиндутвы» либо подозреваются, либо находятся под следствием в связи с 16 случаями взрывов бомб в стране.

## Индуистские террористические атаки против христиан и христианских церквей

### Нападения на миссионера Грэма Стэйнса
23 января 1999 года в Одише индуистский экстремист заживо сжёг в машине спящего австралийского миссионера Грэма Стэйнса и двоих его сыновей.
Грэм приехал в Индию в 1965 году, работал с прокажёнными и жителями отдалённых, изолированных деревень в джунглях. Женился также в Индии.
Погиб 22 или 23 января 1999 года вместе с двумя малолетними детьми — активисты радикального индуизма сожгли их заживо в фургоне, где семья спала, причём толпа препятствовала попыткам спасения. Смерть Стэйнса вызвала всплеск интереса мировых СМИ к положению христиан в Индии. К тому же она произошла сразу после «рекордного» с точки зрения количества нападений на христианские миссии 1998 года и непосредственно перед приездом в Индию папы римского, к которому индуисты-экстремисты приурочили кампанию протестов.
Дело о гибели Стэйнса рассматривалось Верховным судом этой страны. Аресты причастных к убийству продолжались даже через 14 лет после его совершения. Организатора нападения и индуистского террориста Сингха суд в итоге приговорил к смертной казни, которая затем была заменена на пожизненное заключение.
Вдова Стэйнса Глэдис заявила о прощении убийц своего мужа и своих детей и продолжила просветительскую деятельность, включая заботу о пациентах лепрозориев, в Индии, которую вела вплоть до возвращения в Австралию в 2004 году. В 2005 она получила за неё четвёртую по значимости индийскую награду Падма Шри, а в 2016 — награду Матери Терезы.

### Рождественские атаки в Кандхамале 2007 года
Вспышка насилия началась 24 декабря 2007 года в деревне Бамунигам округа Кандхамал между связанной с Сангх организацией Куи Самадж вместе с группами, возглавляемыми организациями Сангх Паривар, и христианами, в результате чего было сожжено или разгромлено более 100 церквей и христианских учреждений. Было убито от 3 до 50 христиан.

### Нападения в Кандхамале в 2008 году
Нападения в Кандхамале начались в августе 2008 года после убийства индуистского монаха Лакшманананды Сарасвати, в котором обвинялись христиане. Согласно правительственным отчетам, в результате насилия было убито по меньшей мере 39 христиан и разрушено 3906 домов, принадлежавших христианам. В отчётах говорится, что более 395 церквей были разрушены или сожжены, более 5600 домов разграблены или сожжены, более 600 деревень разграблены и более 60 тыс. человек стали жертвами насилия.
Согласно отчетам, число погибших составило около 100 человек, и предполагается, что более 40 женщин подверглись изнасилованию.
По неофициальным данным, число убитых превысило 500 человек. Многие христианские семьи были сожжены заживо. Тысячи христиан были вынуждены принять индуизм под угрозой смерти. Нападения возглавляли Баджранг дал и Раштрия Сваямсевак Сангх.

### Индуистские нападения против христиан в Ориссе

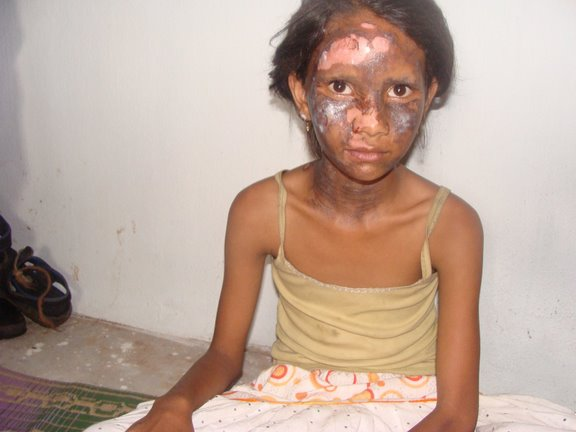
Девочка-христианка, которая получила ушибы и ожоги во время антихристианского (христианофобского) насилия в Ориссе в августе 2008 года. Это произошло, когда хиндутва экстремисты бросили в ее дом бомбу.

Христианские погромы в Ориссе — волна насилия, охватившая северо-восточный индийский штат Орисса (Одиша) в 2008 году. Поводом для насилия стало убийство лидера индуистских националистов Свами Лакшмананды Сарасвати, которое произошло 24 августа.
Индуистские экстремисты сжигали христианские церкви и изгнали со своих мест тысячи христиан. При этом христиане подвергались унижениям и побоям.
В результате погромов около 60 христиан были убиты и около 25 000 остались без крова.